# Südmolo
Südmolo (indonesisch Molo Selatan, auch Mollo Selatan) ist ein indonesischer Distrikt (Kecamatan) im Westen der Insel Timor.

## Geographie
| „Dorf“ (Desa) | Verwaltungssitz | Fläche    | Einwohner | Bevölkerungs- dichte |
| ------------- | --------------- | --------- | --------- | -------------------- |
| Tuasene       | Tuasene         | 9,40 km²  | 1.356     | 144                  |
| Biloto        | Nefobaun        | 39,05 km² | 1.721     | 44                   |
| Bisene        | Bisene          | 19,31 km² | 607       | 31                   |
| Bikekneno     | Kono            | 34,68 km² | 851       | 25                   |
| Kesetnana     | Kesetnana       | 11,96 km² | 6.207     | 519                  |
| Oinlasi       | Oefau           | 7,55 km²  | 3.351     | 444                  |
| Noinbila      | Noinbila        | 25,23 km² | 1.756     | 70                   |

Der Distrikt befindet sich im Westen des Regierungsbezirks Südzentraltimor (Timor Tengah Selatan) der Provinz Ost-Nusa-Tenggara (Nusa Tenggara Timur). Im Westen liegt der Distrikt Westmolo (Molo Barat), im Norden Zentralmolo (Molo Tengah), im Osten Kuatnana und im Süden West-Amanuban (Amanuban Barat), Kota Soe und Batu Putih.
Südmolo hat eine Fläche von 147,18 km² und teilt sich in die sieben Desa Tuasene, Biloto, Bisene, Bikekneno, Kestnana, Oinlasi und Noinbila. Die Desas unterteilen sich wiederum in insgesamt 24 Dusun (Unterdörfer). Der Verwaltungssitz befindet sich in Biloto.  Der Distrikt zeichnet sich durch starke Höhenunterschiede aus. Tuasene liegt in einer Meereshöhe von 175 m, während Kesetnana sich auf 890 m befindet. Das tropische Klima teilt sich, wie sonst auch auf Timor, in eine Regen- und eine Trockenzeit.

## Flora
Im Distrikt finden sich Vorkommen von Orangen- und Pekannussbäumen.

## Einwohner
2017 lebten in Südmolo 15.849 Einwohner in 3.501 Haushalten. 8.053 waren Männer, 7.796 Frauen. Die Bevölkerungsdichte lag bei 108 Personen pro Quadratkilometer. KATHOLIK1 Personen bekannten sich zum katholischen Glauben, PROTESTAN1 waren Protestanten und ISLAM1 Personen muslimischen Glaubens. Im Distrikt gibt es drei katholische und 20 protestantische Kirchen und Kapellen und einen hinduistischen Tempel.

## Wirtschaft, Infrastruktur und Verkehr
Die meisten Einwohner des Distrikts leben von der Landwirtschaft. Als Haustiere werden Rinder (6.923), Pferde (14), Schweine (4.715), Ziegen (602), Enten (161) und Hühner (16.885) gehalten. Auf 1.260 Hektar wird Mais angebaut, auf 314 Hektar Reis, auf 21 Hektar Maniok, auf 25 Hektar Erdnüsse und auf 15 Hektar grüne Bohnen. Weitere landwirtschaftliche Produkte sind Tomaten, Avocados, Tangerinen, Orangen, Papayas, Bananen und Sirsak.
In Südmolo gibt es 13 Grundschulen, fünf Mittelschulen und drei weiterführende Schule. Zur medizinischen Versorgung stehen ein kommunales Gesundheitszentrum (Puskesmas) und ein medizinisches Versorgungszentrum (Puskesmas Pembantu) zur Verfügung. Im Distrikt sind zwei Ärzte, sechs Hebammen und drei Krankenschwestern tätig.